# Ближні Комиші
Ближні Комиші, Якин-Камиш (крим. Yaqın Qamış) — місцевість Феодосії, колишнє село. Не плутати з колишнім селом Дальні комиші, що зараз знаходиться у складі селища Хафуз (Приморський).

## Опис
Знаходиться на північно-східній околиці міста.
Головні вулиці: Дружби, Станційна, Меліораторів, Олега Кошового.
У місцевості находиться залізнична платформа 113 км, школа №12 та дитячій садок №14 "Чайка".

## Історія
Перше зустрічається на триверстової карті Шуберта 1865-1876 року, на якій в селі Великі Камиші позначено 41 двір.
Згідно зі Списком населених пунктів Кримської АРСР по Всесоюзному перепису 17 грудня 1926 року, в селі Камиші Ближні було 108 дворів, з них 102 селянських, населення становило 427 осіб, з них 285 росіян та 173 українці, 1 записаний у графі «інші», діяла російська школа І ступеня (п'ятирічка).
У вересні 1944 року в район приїхали переселенці з Тамбовської області РСФСР, 428 сімей, а на початку 1950-х років - друга хвиля переселенців з росії.
У період з 1968 по 1977 роки село включили до складу Феодосії.